# 2010-2019
De jaren 2010-2019 (van de christelijke jaartelling) waren een decennium in de 21e eeuw.

## Meerjarige gebeurtenissen en ontwikkelingen

### Onrust in de Arabische wereld
- Eind 2010, 2011: In Tunesië breken massale volksopstanden uit die een eind maken aan de regering van president Zine El Abidine Ben Ali, de zogenoemde Jasmijnrevolutie. Deze succesvolle opstand leidt tot massaal protest in Egypte tegen president Hosni Moebarak, en protestmarsen in Algerije, Jemen en Syrië. Deze periode wordt de Arabische Lente genoemd.
- De Egyptische president wordt uiteindelijk afgezet door het leger, dat vrije verkiezingen laat houden. De Moslimbroederschap wordt de grootste partij in het parlement en haar kandidaat Mohamed Morsi wint ook de presidentsverkiezingen. Morsi scherpt de tegenstellingen echter zo aan, dat de staatsgreep van generaal Sisi door velen als een bevrijding wordt gevierd. Hij ontpopt zich echter als een nieuwe autoritaire leider.
- In Libië breekt na de succesvolle Egyptische omwenteling een opstand uit tegen kolonel Qadhafi die keihard terugslaat met o.a. bombardementen op Libische opstandige steden, waarna de internationale gemeenschap ingrijpt. Een vrij gekozen parlement slaagt er niet in om de vele strijdgroepen te ontwapenen, zodat het land in chaos belandt.
- In Bahrein leiden de protesten van de sjiitische meerderheid ook tot geweld, en krijgt de soennitische overheid militaire steun van Saoedi-Arabië.
- Ondanks zware repressie breken eind maart 2011 ook protesten uit in Syrië, die uiteindelijk leiden tot een burgeroorlog.
- In Jordanië en Marokko rijst de onrust eveneens, maar de koningen van die landen houden na grondwetswijzigingen voldoende steun onder de bevolking.
- Enkele duizenden jongeren uit West-Europa trekken naar Syrië om er deel te nemen aan de Syrische Burgeroorlog. In België lijkt de verboden organisatie Sharia4Belgium deze jongeren te werven, terwijl in Nederland een salafistische moskee in Zoetermeer het trefpunt lijkt te zijn. De jongeren sluiten zich aan bij terroristische organisaties zoals Islamitische Staat (IS) of Jabhat al-Nusra.
- IS verovert grote delen van Irak en Syrië. Dit leidt ertoe dat een coalitie onder leiding van de Verenigde Staten start met het bombarderen van door IS bezette gebieden. In de loop van 2017 verschrompelt het gebied van het zgn. kalifaat.
- Al deze gebeurtenissen leiden in de zomer van 2015 tot de Europese vluchtelingencrisis. Meer dan 100.000 vluchtelingen en economische immigranten steken de Middellandse Zee over om via Griekenland en Italië door te reizen naar Duitsland, Zweden of Nederland. Hongarije bouwt als eerste een hek aan zijn grens, een voorbeeld dat door veel landen wordt gevolgd. De Balkanroute wordt echter pas echt afgesloten met de Turkije-deal tussen de EU en Turkije. Vervolgens wordt op de smokkelroutes over de Middellandse Zee Operatie Sophia ontplooid, bedoeld om de trajecten en organisaties in kaart te brengen. Maar de Europese marineschepen brengen de onderschepte Afrikanen naar hun reisdoel Italië, en worden daarmee een deel van het probleem in plaats van de oplossing.
- De executie door Saoedi-Arabië van de sjiitische sjeik Nimr al-Nimr en de daaropvolgende bestorming van de Saudische ambassade in Teheran leiden tot een verbreking van de diplomatieke betrekkingen tussen beide landen, die steeds meer rivalen worden om de hegemonie in de regio van de Perzische Golf. In het Midden-Oosten ontstaat een "Sjiitische halve maan", die loopt van Iran en Irak over Syrië naar de Libanon. Lijnrecht tegenover dit blok staat Saudi-Arabië met haar partners Verenigde Arabische Emiraten en Egypte, en (heimelijk) Israël.

### Oorlog en vrede
- De Houthi-opstand in Jemen krijgt de steun van Iran, terwijl Saoedi-Arabië de wettige regering in het zadel probeert te houden. Dit leidt tot een burgeroorlog die vele slachtoffers onder de bevolking veroorzaakt.
- Het Verdrag tegen het bezit en gebruik van chemische wapens wordt in de Syrische Burgeroorlog meermalen en op grote schaal geschonden. De luchtaanval met sarin op Goutha, een voorstad van Damascus, leidt onder Russische druk tot de toetreding van Syrië tot de Conventie. Een VN-delegatie onder leiding van Sigrid Kaag ziet toe op de vernietiging van het chemische arsenaal van het Assadregime, maar ook daarna doen chemische aanvallen zich nog voor.
- De slepende campagne van de Amerikanen tegen de Taliban in Afghanistan leidt opnieuw tot een militaire nederlaag van de VS. Ook uit Syrië vertrekken de Amerikanen, zonder zich iets gelegen te laten liggen aan hun Koerdische bondgenoten.

### Mondiaal
- De International Gay and Lesbian Human Rights Commission krijgt in 2010 de waarnemersstatus bij de Economische en Sociale Raad van de Verenigde Naties, ondanks heftig verzet van met name islamitische landen.[1] In Europa en Amerika wordt op steeds meer plaatsen het homohuwelijk mogelijk, maar in Afrika worden in landen als Kenia en Nigeria juist strenge anti-homowetten van kracht.
- Het uitlekken van de Panama Papers brengt een netwerk van fraude en belastingontduiking aan het licht, met het advocatenkantoor Mossack Fonseca als centrum. Onder meer de premiers van IJsland, Pakistan en Malta moeten aftreden.

### Europa
- De Europese Raad krijgt een vaste President, de Belgische oud-premier Herman Van Rompuy, die na vijf jaar wordt opgevolgd door de Pool Tusk. Ook de Eurogroep (ministers van Financiën van landen met de Euro als valuta) krijgt een vaste voorzitter. Na Jean-Claude Juncker wordt dat de Nederlander Jeroen Dijsselbloem.
- De bankencrisis wordt een landencrisis als Griekenland zijn begrotingstekort niet meer kan financieren met leningen op de kapitaalmarkt. De partners in de eurozone springen bij om een Grieks staatsbankroet te voorkomen. Tevens vormen ze een Europees noodfonds voor volgende gevallen. Op die pot moeten Ierland (november 2011) en Spanje (juni 2012) een beroep doen. De regeringen daar zijn in het moeras geraakt toen zij de banksector probeerden te redden.
- Kroatië wordt op 1 juli 2013 lid van de Europese Unie, Servië en Macedonië krijgen de status van kandidaat-lid. Met hun toetreding wordt geen haast gemaakt na de slechte ervaringen met Roemenië en Bulgarije. De onderhandelingen over een toetreding van Turkije raken in het slop.
- De autonome regeringen van Schotland en Catalonië ijveren voor afscheiding van respectievelijk het Verenigd Koninkrijk en Spanje. De Schotten stemmen echter in meerderheid voor het behoud van de Unie en bij een onwettig referendum in Catalonië boycot de meerderheid van de kiezers de stembus.
- Op 14 februari 2014 treedt de Single Euro Payments Area in werking. Als uitvloeisel daarvan moet vanaf 1 augustus 2014 voor elke overboeking een International Bank Account Number (IBAN) worden gebruikt.
- De financiële en de vluchtelingencrisis versterken de eurosceptische partijen bij de verkiezingen voor het Europees Parlement in mei 2014. De Britse UKIP, het Franse Front National, het Belgische Vlaams Belang en de Nederlandse PVV krijgen gezelschap van de Alternative für Deutschland.
- De politieke hoofdstromen maken gebruik van het Verdrag van Lissabon door het initiatief naar het parlement te trekken bij de voordracht van een nieuwe voorzitter van de Europese Commissie. Volgens afspraak steunen ze alle de kandidaat van de grootste fractie, de christendemocraat Jean-Claude Juncker. De Europese leiders gaan met tegenzin akkoord, onder fel protest van de Britse premier Cameron.
- De relaties met Rusland bereiken een dieptepunt door de annexatie van de Krim.
- Door de vergrijzing en de hogere levensverwachting dreigen de pensioenen onbetaalbaar te worden. In veel Europese landen wordt de pensioengerechtigde leeftijd van 65 jaar losgelaten.
- De MeToo-beweging gaat vanaf 2017 de wereld over. Dit versterkt de vierde feministische golf.

### Financiële en economische crisis
- De internationale bankencrisis, de manipulatie met rentetarieven en zelfverrijking ondermijnen het vertrouwen in het bankwezen. Vanaf 2013 is in Nederland een bankierseed verplicht, zodat gerechtelijke vervolging in de toekomst wellicht eenvoudiger wordt.
- Bankiers zijn op hun beurt zeer terughoudend met het verstrekken van krediet aan het bedrijfsleven, waardoor zij een economisch herstel bemoeilijken. Startende ondernemers gaan op het internet zoeken naar kapitaal, door enthousiasme voor hun plannen te wekken. Het idee van crowdfunding wordt gretig overgenomen door sociale en culturele plannenmakers, die lijden onder een bezuinigende overheid.
- De protestbeweging Occupy Wall Street krijgt aanvankelijk veel steun, vooral van jonge mensen. De tentenkampen trekken echter steeds meer randfiguren, waarna het tij verloopt.

### België
- In 2010 valt de regering over Brussel-Halle-Vilvoorde, waarna er federale verkiezingen komen, die gewonnen worden door de Vlaams-nationalist Bart De Wever en de Waalse socialisten van Elio Di Rupo. De onderhandelingen over een nieuwe federale regering lopen in het najaar vast. Op 8 januari 2011 wordt het Europese record van de langste formatie (kabinet-Van Agt I in Nederland in 1977, 208 dagen) verbroken. In mei 2011 sneuvelt ook het wereldrecord dat op naam van Cambodja stond.
- In april 2010 wordt Peter Adriaenssens voorzitter van een commissie die kindermisbruik binnen de katholieke kerk moet onderzoeken. Als bij een huiszoeking door het gerecht (Operatie Kelk) alle dossiers worden meegenomen, neemt hij ontslag omdat hij vindt dat zijn commissie als "lokaas" is gebruikt. Vele slachtoffers zijn immers naar zijn commissie gekomen met hun verhaal, juist omdat ze niet wensen naar het gerecht te stappen. Later blijkt de huiszoeking onwettig, en moeten de dossiers worden teruggegeven.
- Evenals in Frankrijk wordt de nikab, de gezichtsbedekkende sluier die sommige islamitische vrouwen buitenshuis dragen, verboden.
- Koperdieven ontvreemden kerkklokken, standbeelden, monumenten en kunstwerken, maar ook leidingen en bovenleidingen van het spoor. De schade en hinder zijn een veelvoud van de opbrengst, maar de opsporing lijkt, ook in Nederland, weinig prioriteit te hebben.

### Nederland
- De VVD wordt bij de verkiezingen van 2010, 2012 en 2017 de grootste partij. De liberale premier Mark Rutte leidt eerst een rechtse coalitie met het CDA en gedoogsteun van de PVV, dan een centrumlinkse coalitie met de PvdA, en vanaf 2017 een centrumrechtse coalitie met CDA, D66 en de ChristenUnie.
- Onder de kabinetten Rutte I en II vindt een omvangrijke decentralisatie plaats. De jeugdzorg gaat van de provincies naar de gemeenten, die ook de uitvoering van de Wet Maatschappelijke Ondersteuning moeten overnemen van de Rijksoverheid. De provincies krijgen er het natuurbeleid bij. Dit alles gaat gepaard met sterke bezuinigingen, zodat de hele operatie stroef verloopt en veel weerstand oproept.
- Bij de politie vindt juist een centralisatie plaats door de vorming van de Nationale Politie. Onder VVD-minister Ivo Opstelten en korpschef Gerard Bouman komt deze maar moeizaam van de grond. Jarenlang is de politie vooral druk met zichzelf, terwijl de criminaliteit toeneemt en Nederland in het buitenland een slechte naam krijgt.
- Ook in de Nederlandse Rooms-Katholieke Kerk komt een omvangrijk kindermisbruik aan het licht, met name bij de Orde der Salesianen van Don Bosco, die vanouds actief waren in het jongerenwerk. Het episcopaat stelt een onafhankelijke commissie in onder leiding van de protestant Wim Deetman. Ook in buitenkerkelijke voogdijtehuizen blijken in het verleden de door de overheid geplaatste kinderen niet veilig te zijn geweest.
- Er is sprake van bevolkingsdaling in Oost-Groningen, Drenthe, de Achterhoek, Zuid-Limburg en Zeeland.
- De woningmarkt stagneert door onzekerheid over de hypotheekrenteaftrek, laagconjunctuur en bezuinigingen van de overheid. Er is grote leegstand van kantoren en de bouwwereld kwijnt weg.
- Er zijn spanningen in de wereld van de Outlaw Motorclubs, vooral in Limburg waar de Bandidos MC zich vanuit Duitsland willen vestigen. Ook de vorming van een nieuwe club No Surrender MC leidt tot verhitte gemoederen. Op vele plaatsen worden bijeenkomsten van motorclubs verboden, of mogen zij geen insignes dragen, en de Bandidos, No Surrender en de Hells Angels worden ten slotte helemaal buiten de wet gesteld.
- In 2010 wordt het hardste knalvuurwerk verboden, waarna een levendige illegale import ontstaat. In 2014 stellen gemeentes voor het eerst vuurwerkvrije zones in, bijvoorbeeld bij ziekenhuizen.
- De boven Oekraïne neergeschoten vlucht MH-17 eist het leven van 193 Nederlanders. Hierom wordt voor het eerst in meer dan vijftig jaar een dag van nationale rouw uitgeroepen.
- De succesfilm De Nieuwe Wildernis schetst in 2013 een rooskleurig beeld van de Oostvaardersplassen, waar zich in harmonie een nieuwe natuur ontwikkelt. Dat de werkelijkheid anders is, blijkt in de volgende jaren, als op televisie beelden verschijnen van verhongerende dieren achter hekken. Dit roept sterke emoties op, maar de mensen die de dieren gaan bijvoeren worden aangehouden en vervolgd. In de loop van 2018 moet het gezag bakzeil halen en het beleid bijstellen.
- De natuur heeft steeds meer te lijden van de stikstofdepositie door intensieve veehouderij, verkeer en industrie. het Programma Aanpak Stikstof wordt bedacht om bouw en landbouw in gang te houden, maar als dit door de Raad van State wordt verboden, ontstaat de stikstofcrisis.

### Suriname en Cariben
- Staatkundige veranderingen leiden op 10 oktober 2010 tot het opheffen van de Nederlandse Antillen als land. Binnen het Koninkrijk worden twee nieuwe landen gevormd (Curaçao en Sint Maarten) terwijl de BES-eilanden (Bonaire, Sint Eustatius en Saba) als openbare lichamen (bijzondere gemeenten) deel gaan uitmaken van Nederland.
- Op Curaçao leidt de continue discussie over de integriteit van verschillende ministers tot een politieke crisis, die de val van het kabinet-Schotte in 2012 tot gevolg heeft. In de nasleep hiervan wordt de leider van Pueblo Soberano Helmin Wiels vermoord. Uiteindelijk worden Schotte en zijn minister van financiën George Jamaloodin veroordeeld wegens corruptie en witwassen, maar de mafia blijft buiten schot.
- Desi Bouterse wordt tot president van Suriname gekozen nadat zijn Mega Combinatie bij de verkiezingen van 2010 de grootste fractie in De Nationale Assemblée is geworden. Hoofdthema bij de verkiezingen en in het regeringsprogramma is de woningbouw ten behoeve van de jongeren.
- Net als in de rest van Latijns-Amerika heerst er in Suriname dengue (knokkelkoorts).

### Amerika
- Opkomst van de Tea Party-beweging die met boegbeelden als Glenn Beck en Sarah Palin een grote aanhang verwerft in de Verenigde Staten. De beweging wordt een machtsfactor in de Republikeinse Partij en zorgt voor een sterke polarisatie en een klimaat van haat. In dat klimaat wordt in 2016 de zakenman Donald Trump tot president gekozen.
- Onder de naam Collateral Murder (Zijdelingse Moord) plaatst de website WikiLeaks op 5 april 2010 videobeelden van een Amerikaanse luchtaanval in Bagdad waarbij in eerste instantie 11 Iraakse burgers de dood vonden, onder wie twee medewerkers van persbureau Reuters. In mei arresteren de VS de vermoedelijke bron van de beelden: de data-analist Chelsea Manning. In het najaar 2010 en in 2011 maakt WikiLeaks honderdduizenden vertrouwelijke diplomatieke berichten van het Amerikaanse State Departement openbaar. Ook hiervoor wordt Manning verantwoordelijk geacht. Buitenlandse regeringen worden in verlegenheid gebracht, zoals die van Saoedi-Arabië, dat de VS heeft gevraagd om een aanval op Iran.
- De Amerikaanse samenleving is sterk verdeeld over de Patient Protection and Affordable Care Act (ook wel bekend als Obamacare), een federale wet uit 2010 die voorziet in een verplichte ziektekostenverzekering en een onvoorwaardelijke aannameplicht voor de verzekeraars.
- Onbemande vliegtuigjes (drones) worden door het Amerikaanse leger, behalve voor verkenning, ook ingezet voor liquidatie van extremisten. Daarbij vallen nogal wat burgerslachtoffers, waardoor de inzet van drones veel verzet oproept.
- De Colombiaanse regering en het rebellenleger FARC onderhandelen vanaf oktober 2012 in de Cubaanse hoofdstad Havana over vrede. Er worden deelakkoorden bereikt over landhervorming, bestrijding van narcotica, een rol voor FARC in het politieke bestel en over de rechtsvervolging van oorlogsmisdaden. In 2015 stemt de regering in met een bestand.
- Cuba en de Verenigde Staten herstellen na meer dan een halve eeuw hun betrekkingen.
- Legalisering van het gebruik van marihuana in Uruguay en in acht staten van de USA, met Colorado voorop. Ook de teelt wordt onder strenge voorwaarden toegestaan.

### Verenigd Koninkrijk
- Een afluisterschandaal zorgt er in 2011 voor dat de in 1843 opgerichte zondagskrant News of the World opgeheven wordt.
- Op 23 juni 2016 wordt een door premier David Cameron beloofd raadgevend referendum gehouden over het EU-lidmaatschap van het Verenigd Koninkrijk. Een kleine meerderheid van 51,9% kiest voor uittreden: de Brexit. Premier Theresa May onderhandelt in Brussel over de voorwaarden van de Britse uittreding, en heeft grote moeite haar Conservative Party bij elkaar te houden.

### Midden-Oosten
- De protesten in Turkije in 2013 beginnen in Istanboel, waar de gemeente en een project-ontwikkelaar een deel van het populaire Gezipark willen bebouwen met appartementen. Het gewelddadige optreden door de politie is als olie op het vuur, omdat het een voorbeeld is van de steeds autoritairder bestuursstijl van de Partij voor Rechtvaardigheid en Ontwikkeling (AKP).
- Premier Erdoğan komt in conflict met de geestelijke Fethullah Gülen en diens aanhangers worden verwijderd uit de rechterlijke macht en het onderwijs. Als de AKP in de zomer van 2015 geen meerderheid haalt bij de parlementsverkiezingen, wil geen enkele partij met haar regeren. De spanning loopt op en de oorlog tussen het leger en de Koerdische Arbeiderspartij (PKK) wordt hervat. Op 15 juli 2016 doet een deel van de Turkse strijdkrachten een poging om de macht te grijpen door middel van een staatsgreep. President Erdoğan stelt Fethullah Gülen verantwoordelijk. Zuiveringen van leger, rechterlijke macht, overheidsapparaat en onderwijs volgen en meer dan 100 media, waaronder tientallen kranten en televisiestations, worden verboden.
- Ook Israël bouwt hekken aan zijn grenzen: met Egypte in 2010 en met Jordanië in 2017. Het probeert zo Afrikaanse vluchtelingen en Palestijnse indringers buiten te houden.
- De Jezidi's, een etnisch-religieuze minderheid in Noord-Irak, worden aangevallen door Islamitische Staat, een terreurorganisatie die ook grote aantrekkingskracht uitoefent op islamitische jongeren in het westen. De belaagde Jezidi's vluchten de bergen in, maar duizenden mannen worden gedood en vele vrouwen als slaven toegewezen aan de IS-strijders en hun vrouwen.

### Azië
- Er heerst een groeiende spanning tussen de Volksrepubliek China en haar buurlanden rond de Zuid-Chinese Zee. De Paraceleilanden worden geclaimd door China en Vietnam, de Spratly-eilanden door China en de Filipijnen en de Senkaku-eilanden door Japan en China. In alle gevallen gaat het om rijke viswateren en een vermoeden van olie- en gasvoorraden.
- De militaire junta van Birma houdt in november 2010 strak geregisseerde verkiezingen en vormt zichzelf om tot een burgerregering. President Thein Sein verrast vervolgens de wereld met een stapsgewijze democratisering van de samenleving. Oppositieleider Aung San Suu Kyi mag zich weer vrij bewegen en zelfs naar het buitenland reizen. De perscensuur wordt grotendeels opgeheven en de meeste politieke gevangenen vrijgelaten. Eind 2015 wint Suu Kyi met overmacht de verkiezingen, en vanaf 2016 is ze regeringsleider.
- De nieuwe vrijheid in Birma leidt tot spanningen en bloedige conflicten tussen extreme boeddhisten onder aanvoering van de monnik Ashin Wirathu, en de Rohingya, een uit Bengalen afkomstige islamitische minderheid. Door het Birmese leger worden etnische zuiveringen uitgevoerd, waardoor 700.000 Rohingya naar Bangladesh vluchten.
- De Chinese president Xi Jinping kondigt in 2013 de Nieuwe Zijderoute aan, een project om China te verbinden langs land-, spoor, vaar- en luchtwegen met Europa en Afrika. Zijn regering koopt havens in half-failliete steden van Pakistan, Sri Lanka, Griekenland en Italië, en lange spoorwegen worden aangelegd. Dit komt de Chinese export zeer ten goede, maar laat de partnerlanden vaak achter met torenhoge schulden.
- In december 2019 was er een uitbraak van een nieuw coronavirus in Wuhan, China.

### Afrika
- De Malinese Burgeroorlog 2012-2013 leidt tot de komst naar het land van de VN-stabiliseringsmacht MINUSMA, waaraan ook Nederlandse militairen een verkenningseenheid bijdragen.

### Energie
- Kernenergie wordt in het begin van het decennium weer aanvaardbaar als alternatief voor centrales die fossiele brandstoffen verstoken. Finland besluit tot de bouw van een kerncentrale en Zweden tot de vervanging van zijn verouderde kerncentrales door nieuwe. De Duitse bondsregering van Angela Merkel wil de voorgenomen sluiting van haar kerncentrales uitstellen. De kernramp van Fukushima doet de stemming echter omslaan: Duitsland besluit om electorale redenen juist tot vroegtijdige sluiting van zijn atoomcentrales, het getroffen Japan overweegt de kernenergie af te bouwen en de Nederlandse regering geeft het plan op om bij Borssele een tweede centrale te bouwen. De bevolking van Italië wijst in een referendum de invoering van kernenergie af.
- Richtlijn 2003/30 van de Europese Unie stelt dat tegen 2010 5,75% van de totale Europese energieconsumptie bio-energie moet zijn, in 2015 15% en in 2020 20%. Deze doelstelling staat echter ter discussie; er zijn zorgen over de effectiviteit en duurzaamheid van de biobrandstoffen. Daarbij speelt bijvoorbeeld de concurrentie met voedsel een rol.
- Vanwege de hoge olieprijs is het rendabel sommige Nederlandse olievelden met vernieuwde technieken opnieuw te gaan exploiteren. Bij Schoonebeek begint men daar in 2010 met behulp van stoominjectie mee. Bij deze manier van winning worden geen jaknikkers meer gebruikt. Wel staan er 15 meter hoge moderne pompen in het veld. De olie uit het Schoonebekerveld wordt niet zoals voorheen naar Pernis vervoerd, maar per pijpleiding naar de 50 km verderop gelegen BP-raffinaderij bij het Duitse Lingen.
- De mogelijke winning van schaliegas roept in Europa grote weerstand op, terwijl in de Verenigde Staten deze techniek al volop in bedrijf is. Duitsland besluit de exploratie wettelijk onmogelijk te maken en wil ook inspraak in de Nederlandse procedures.
- Het Nederlandse kabinet wijst in de Energieagenda van 2016 waterstof aan als nieuwe energiebron. Vooral in Groningen en Zeeland worden initiatieven ontplooid om deze techniek te ontwikkelen.

### Innovatie en techniek
- Met de introductie van de iPad in 2010, doet de tablet zijn intrede.
- Led vervangt binnenshuis en op straat de gloeilamp, die als verspiller van energie uit de schappen wordt verbannen.
- Aanleg van glasvezelkabel voor snel dataverkeer.
- De 3D-printer wordt operationeel.
- Contactloos betalen wordt steeds gebruikelijker.
- Doorbraak van de VR-bril voor particulier gebruik, zoals bijvoorbeeld de Oculus Rift.

### Verkeer en vervoer
- In Europa wordt een reeks regionale buslijnen aan elkaar gekoppeld om onder de naam Flixbus het internationaal busvervoer te verzorgen. Vooral onder jongeren is dit concept snel populair.
- Een andere nieuwe formule is Uber, een internetonderneming die bemiddelt tussen reizigers en aanbieders van personenvervoer in verschillende landen. Het bedrijf verbindt via zijn mobiele app klanten in 67 landen met officiële taxichauffeurs, maar ook met privéchauffeurs. Uber berekent daarvoor een commissie en verdient aan het gebruik en de doorverkoop van de verkregen persoonsgegevens. In verschillende steden komen officiële taxichauffeurs in protest tegen de concurrentievervalsing door privépersonen die niet hoeven voldoen aan de strenge eisen gesteld aan reguliere taxi's.
- Naar Duits voorbeeld sluiten veel Europese steden de binnenstad af voor vervuilende oude auto's of scooters. De Belgische lage-emissiezones worden bij wet geregeld, het plaatselijke initiatief (de milieuzone) in Nederland wordt door de Tweede Kamer gedoogd.
- In de Verenigde Staten wordt ontdekt dat Volkswagen haar dieselauto's heeft uitgerust met sjoemelsoftware, zodat ze in tests veel schoner lijken dan ze op de weg zijn. Het emissieschandaal groeit als blijkt dat ook andere merken zich hieraan schuldig maken. De Europese Unie was op de hoogte maar heeft niet ingegrepen om de belangen van de automobielindustrie niet te schaden.
- Auto's in het duurdere segment worden uitgerust met Adaptive cruise control. Ze houden daarmee automatisch afstand tot de wagen voor hen.

### Natuur
- Het kabinet-Rutte I maakt een einde aan de ontwikkeling van de Ecologische Hoofdstructuur. Er zullen geen ecologische verbindingszones komen en de bestaande natuurgebieden worden afgestoten naar de provincies. Staatsbosbeheer moet kostendekkend gaan werken. Onder Rutte II worden de bezuinigingen gedeeltelijk teruggedraaid met de start van Natuurnetwerk Nederland.
- Er treedt een onverklaarbare bijensterfte op in de wereld, die grote gevolgen dreigt te krijgen voor de bestuiving van gewassen. Schuldige lijkt de Varroamijt, maar milieuorganisaties verdenken het bestrijdingsmiddel imidacloprid en andere neonicotinoïden.
- Zangvogels zoals merels worden massaal getroffen door het Usutuvirus.
- In Nederland grijpt essentaksterfte om zich heen.

### Milieu
- De wereldzeeën blijken zwaar te zijn vervuild door minuscule plastic deeltjes. Afval dat door fotodegradatie verdwijnt, blijft altijd bestaan uit polymeren, zelfs wanneer het wordt afgebroken tot moleculair niveau. Door het zoute zeewater en ultraviolet licht valt het plastic uiteen in heel fijne snippertjes, die in de voedselketen worden opgenomen.
- Overal in Nederland openen Repair Cafés, waar mensen elkaar helpen om kapotte gebruiksvoorwerpen te repareren in plaats van weg te gooien. Ook de regering-Rutte bepleit, althans in vrijblijvende nota's, de circulaire economie.

### Noordelijk poolgebied
- De Petermanngletsjer op Groenland verliest in 2010 en opnieuw in 2012 enorme stukken ijs.
- De Noordelijke Zeeroute wordt door de afkalving van de ijskap bruikbaar. In september / oktober 2013 lopen Chinese schepen de havens van Antwerpen, Rotterdam en Amsterdam binnen die niet door het Suezkanaal maar langs Nova Zembla zijn gevaren en zo twee weken vaartijd hebben bespaard.
- Op Groenland en in de wateren boven Alaska en Siberië gaat men zoeken naar delfstoffen, die door het smelten van het poolijs bereikbaar lijken te worden. Milieuorganisaties waarschuwen voor een herhaling van rampen zoals in de Golf van Mexico.

### Dieren
- Legbatterijen voor kippen zijn sinds 2012 in de hele Europese Unie verboden. Per 2018 wordt het afbranden van kippensnavels verboden.
- Nederland krijgt dankzij de PVV in 2010 een Dierenpolitie, geen nieuw korps maar een regeling om 500 agenten bij de bestaande korpsen vrij te maken voor het opsporen van dierenmishandeling. Na de ontbinding van het gedoogakkoord in 2012 worden de "animal cops" weer gewone agenten.
- Na acties van Wakker Dier en vergelijkbare organisaties komen de Nederlandse varkenshouderij en de detailhandel overeen, dat per 2012 biggen niet meer onverdoofd mogen worden gecastreerd en dat vanaf 2018 castratie helemaal verboden zal zijn.
- In veel landen, waaronder België en Nederland, wordt het optreden van wilde zoogdieren in het circus verboden. In landen als Hongarije, Chili, Costa Rica en India worden dolfijnenshows niet meer toegestaan. Boudewijn Seapark in Brugge verlegt de aandacht van de kunstjes van de dolfijnen naar het tonen van hun natuurlijke leefomgeving.

### Natuurrampen
- Op 12 januari 2010 wordt Haïti verwoest door een aardbeving met een kracht van 7,0 op de schaal van Richter. Er vallen meer dan 100.000 doden. De VN-troepen uit Nepal, die als hulpverleners zijn gekomen, brengen cholera mee naar het eiland.

### Antropogene rampen
- Ernstige schietpartijen met automatische wapens, vaak gepleegd door verwarde, psychotische of radicale daders, maken vele willekeurige slachtoffers. Zo worden er in 2011 dodelijke aanslagen gepleegd in het Nederlandse Alphen aan den Rijn (april), in Noorwegen (juli) en in het Belgische Luik (december).
- Vanaf 2014 en vooral vanaf 2015 verhevigen de islamitische aanslagen in Europa. Er vinden aanslagen plaats in Brussel (2014), Parijs, Kopenhagen en nogmaals Parijs (2015), Brussel, Nice en Berlijn (2016), Londen, Stockholm en Manchester (2017).
- De aardbeving in Japan van 11 maart 2011 (zie boven) brengt verschillende kernreactoren in de problemen. Een van de gevolgen is de kernramp van Fukushima.

### Cultuur
- De musical Soldaat van Oranje gaat in 2010 in première in een als theater ingerichte voormalige hangar van het vliegkamp Valkenburg. De productie breekt daarna alle bezoekersrecords en is, door vele verlengingen, uiteindelijk het hele decennium te zien.
- Als de NOS wil stoppen met het Eurovisiesongfestival, neemt de AVRO-TROS de Nederlandse deelname over. Met Anouk wordt na lange tijd de finale weer gehaald, en The Common Linnets van Ilse de Lange behalen in 2014 de tweede plaats. Duncan Laurence wint in 2019 namens Nederland.

### Trends
- De smartphone maakt het mogelijk om alle soorten van informatie en communicatie te allen tijde bij de hand te hebben. Hij verleidt mensen ook om voortdurend ergens anders te zijn dan waar ze zich bevinden, en brengt met name jongeren in diepe schulden.
- Opkomst van socialemedia als: instagram, snapchat en TikTok en tegelijkertijd de verdwijning van het Nederlandse Hyves.
- De elektrische fiets is populair, en fabrikanten bereiden zich voor op de elektrische auto. Verder wordt er op grote schaal geëxperimenteerd met de zelfsturende auto.
- Streaming media komen in massaal gebruik. De muziekdienst Spotify is vanaf 2010 in Nederland en vanaf 2011 in België actief.
- Populaire tv-series die mensen bingen zijn Game of Thrones, House of Cards, The Walking Dead en Stranger Things.
- Zelf kleding maken wordt opnieuw populair. Naaien en breien kennen een heropleving.[2]
- In grote en kleine steden ontstaan projecten van stadslandbouw. Op stukken braakliggende grond, maar ook in leegstaande gebouwen, op platte daken en in particuliere tuintjes gaan mensen groenten verbouwen.
- In de grote steden doet de tuktuk, de Thaise brommertaxi, zijn intrede en al snel verschijnen er een vrachtversie, een elektrische versie, een feestversie enz.
- Het BBC-programma "The great British bake off" krijgt in 2013 navolging in Heel Holland Bakt, waarmee het bakken van cakes, taarten en quiches weer in zwang raakt. De Vlaamse omroep presenteert van 2011 tot 2014 het programma Goe Gebakken.
- De spellen Minecraft, Pokémon GO en Fortnite zijn razend populair onder jongeren.
- In veel stadswijken wordt een openbare boekenkast ingericht, waarin men zijn gelezen boeken kwijt kan en boeken van anderen gratis kan meenemen.

### Medisch
- In de periode van september 2012 tot 17 januari 2017 zijn er wereldwijd 1879 bevestigde MERS-infecties gerapporteerd aan de Wereldgezondheidsorganisatie, waarvan ten minste 666 met dodelijke afloop.
- De Wereldgezondheidsorganisatie verklaart in 2014 Zuid-Azië vrij van polio als vierde van de zes wereldregio's. De ziekte komt nog voor in het Midden-Oosten en in Afrika. De Syrische Burgeroorlog zorgt voor een uitbraak in dat land, dat al vijftien jaar poliovrij was. In Pakistan plegen islamistische extremisten aanslagen op medische teams die vaccinatieprogramma's tegen polio uitvoeren.
- Uitbraak van ebola in Guinee in februari 2014, waarna de epidemie zich verspreidt over de buurlanden Sierra Leone en Liberia. Er vallen duizenden doden. In 2018 breekt de ziekte opnieuw uit, ditmaal in het oosten van Congo, waar de activiteit van krijgsheren en het wantrouwen van de bevolking de bestrijding van de epidemie ernstig bemoeilijken. In 2019 bleken echter de twee geneesmiddelen REGN-EB3 en mAb114 aan te slaan.
- De niet-invasieve prenatale test (NIPT) is een nieuwe methode bij het onderzoek naar chromosoom-afwijkingen, zoals het Downsyndroom. De test komt in 2016 in België en Nederland breed beschikbaar, is betrouwbaarder en is vrijwel zonder risico.

### Wetenschap en techniek
- Bij het natuurkundig onderzoekscentrum CERN bij Genève wordt in 2012 met behulp van de LHC het bestaan van het higgsboson aangetoond.
- In augustus 2015 wordt, als verste object tot nu toe, de dwergplaneet Pluto bezocht door een Amerikaanse ruimtesonde.
- In 2010 wordt het genetisch materiaal van de Neanderthaler ontcijferd. De conclusie is opzienbarend: het DNA van de Neanderthaler maakt deel uit van het erfelijk materiaal van de huidige Europeanen. In 2011 wordt het DNA-profiel bekend van een vingerkootje, dat in 2008 in de Denisovagrot in Rusland is gevonden. Er blijkt sprake van een nog onbekende mensensoort, dat Denisovamens wordt gedoopt. Later wordt in dezelfde omgeving materiaal gevonden van een mens die geboren is uit een Neanderthaler en een Denisovamens.

### Sport
- het Nederlands Elftal wordt in 2010 in Zuid-Afrika voor de derde keer in de geschiedenis tweede op het wereldkampioenschap voetbal. In 2014 worden ze derde, maar een jaar later kwalificeren ze zich niet voor de Europese Kampioenschappen van 2016. De Rode Duivels gaan wel.
- Opkomst van het vrouwenvoetbal. De Belgische en Nederlandse voetbalbonden starten in 2012 de Women's BeNe League. In 2017 wordt het Europees kampioenschap voetbal vrouwen in Nederland georganiseerd en wordt Nederland Europees kampioen.
- Vanaf het seizoen 2016/2017 wordt er ook in het voetbal met videoscheidsrechters geëxperimenteerd.
- Eind 2019 wordt het Nederlands handbalteam (vrouwen) wereldkampioen.
- De laatste wereldkampioenschappen honkbal worden in 2011 door Nederland gewonnen. Daarna krijgt de winnaar van de World Baseball Classic, waaraan ook de spelers in de Major League meedoen, de wereldtitel er gratis bij. In 2013 is dat Puerto Rico, in 2017 de Verenigde Staten.

### Godsdienst
- Godsdienstige gebruiken van minderheden komen onder druk te staan. In Nederland wordt in eerste instantie een initiatiefwet aangenomen die het ritueel slachten verbiedt. In tweede instantie (de Eerste Kamer) sneuvelt de wet weer. In Duitsland oordeelt een rechtbank in Keulen dat besnijdenis een onwettige verminking van het menselijk lichaam is.
- In Frankrijk en België wordt een verbod op gezichtsbedekkende kleding (boerkaverbod) van kracht. In Nederland gaat de invoering van zo'n verbod te elfder ure niet door als in het voorjaar van 2012 het kabinet-Rutte I valt.
- Paus Benedictus XVI treedt op 28 februari 2013 af. Op 13 maart wordt hij opgevolgd door de Argentijn Jorge Mario Bergoglio, die voortaan als paus Franciscus door het leven gaat.
- Wereldwijd staat de godsdienstvrijheid onder druk. De Christenvervolging neemt toe in het Midden-Oosten, terwijl Moslims juist worden gediscrimineerd in boeddhistische landen als Sri Lanka en Myanmar. In India wint de leer van de Hindoetva terrein, die streeft naar een zuivere hindoestaat. In China worden christelijke religies getolereerd zolang ze het staatstoezicht dulden, terwijl de moslims op grote schaal naar heropvoedingskampen worden gestuurd.

### Media
- Sinds oktober 2017 is de hashtag #MeToo populair op Twitter en andere sociale media. Hiermee geven (jonge) vrouwen aan met seksueel grensoverschrijdend gedrag te maken gehad te hebben, een thema wat sindsdien steeds meer aandacht gekregen heeft.
- Populaire talentenjachtprogramma's in Nederland zijn The voice of Holland en Holland's Got Talent. In Vlaanderen zijn dit The Voice van Vlaanderen en Belgium's Got Talent.

### Recreatie
- Het gaat financieel slecht met veel attractieparken in Europa. Parken van Parques Reunidos en Compagnie des Alpes, zoals Bobbejaanland, Walibi Belgium, Avonturenpark Hellendoorn, Attractiepark Slagharen en Walibi Holland, verkeren in zwaar weer. Disneyland Paris krijgt een kapitaalinjectie van het Amerikaanse moederbedrijf om een faillissement te voorkomen.
- Het Duitse Europa-Park wint bekendheid in steeds meer Europese landen. Het park is tevens verkozen tot een van de beste attractieparken ter wereld.

## Belangrijke personen

### Internationaal
- Shinzo Abe: premier van Japan (2012-2020)
- Bashar al-Assad: president van Syrië (2000-2024)
- Ban Ki-moon: secretaris-generaal van de Verenigde Naties (2007-2016)
- Benedictus XVI: paus (2005-2013)
- Desi Bouterse: president van Suriname (2010-2020)
- David Cameron: premier van het Verenigd Koninkrijk (2010-2016)
- Hugo Chávez: president van Venezuela (1999-2013)
- Antoine Deltour, klokkenluider
- Mario Draghi: president Europese Centrale Bank (2011-2019)
- Recep Tayyip Erdoğan: president van Turkije (2003-heden)
- Nigel Farage: leider van de UK Independence Party
- Franciscus: paus (2013-2025)
- François Hollande: president van Frankrijk (2012-2017)
- Hu Jintao: president van de Volksrepubliek China (2003-2013)
- Boris Johnson: premier van het Verenigd Koninkrijk (2019-2022)
- Jean-Claude Juncker: voorzitter van de Europese Commissie (2014-2019)
- Kim Jong-il: dictator van Noord-Korea (1994-2011)
- Kim Jong-un: dictator van Noord-Korea (2011-heden)
- Christine Lagarde: directeur Internationaal Monetair Fonds
- Ursula von der Leyen: voorzitter van de Europese Commissie (2019-heden)
- Emmanuel Macron: president van Frankrijk (2017–heden)
- Nicolás Maduro: president van Venezuela (2013-heden)
- Theresa May: premier van het Verenigd Koninkrijk (2016–2019)
- Angela Merkel: bondskanselier van Duitsland (2005-2021)
- Charles Michel: voorzitter van de Europese Raad (2019-heden)
- Moon Jae-in: president van Zuid-Korea (2017-2022)
- Benjamin Netanyahu: premier van Israël (2009-heden)
- Barack Obama: president van de Verenigde Staten (2009-2017)
- Park Geun-hye: president van Zuid-Korea (2013-2017)
- Vladimir Poetin: president (2000-2008, 2012-heden) en premier (2008-2012) van Rusland
- Hassan Rohani: president van Iran (2013-2021)
- Nicolas Sarkozy: president van Frankrijk (2007-2012)
- George Soros, Hongaars-Amerikaans zakenman en filantroop.
- Donald Trump: president van de Verenigde Staten (2017-2021)
- Donald Tusk: voorzitter van de Europese Raad (2014-2019)
- Herman Van Rompuy: voorzitter van de Europese Raad (2010-2014)
- Serena Williams, Amerikaans tennisser
- Xi Jinping: president van de Volksrepubliek China (2013-heden)

### In België
- Wout van Aert, wielrenner
- Greg Van Avermaet, wielrenner
- Geert Bourgeois: Vlaams minister-president (2014-2019)
- Koning Filip
- Rudy Demotte: minister-president van Wallonië (2007-2014)
- Elio Di Rupo: partijvoorzitter van de PS en premier van België van 2011 tot 2014
- Paul Magnette: minister-president van Wallonië (2014-2017)
- Charles Michel: premier van de federale regering (2014-2019)
- Viktor Orbán, premier van Hongarije
- Kris Peeters: Vlaams minister-president (2007-2014), Federaal Minister van Werk, Economie en Consumenten, belast met Buitenlandse Handel en vicepremier (2014-heden)
- Delfine Persoon, bokser
- Nina Derwael, turnster
- Bart De Wever: partijvoorzitter van N-VA en Vlaamse winnaar van de Belgische federale verkiezingen 2010
- Eden Hazard, voetballer

### In Nederland
- koningin Beatrix
- koning Willem-Alexander
- Mark Rutte
- Job Cohen
- Alexander Pechtold
- Geert Wilders
- Maxime Verhagen
- Lodewijk Asscher
- Sybrand van Haersma Buma
- Emile Roemer
- Gert-Jan Segers
- Diederik Samsom
- Jesse Klaver
- Henk Krol
- Marianne Thieme
- Thierry Baudet
- Frans Timmermans
- Henk Kamp
- Piet Hein Donner
- Edith Schippers
- Jan Kees de Jager
- Ivo Opstelten
- Melanie Schultz van Haegen
- Stef Blok
- Ronald Plasterk
- Arie Slob
- Jeroen Dijsselbloem
- Klaas Dijkhoff
- Jeanine Hennis-Plasschaert
- Lilianne Ploumen
- Eric Wiebes
- Halbe Zijlstra
- Sharon Dijksma
- Hugo de Jonge
- Ferdinand Grapperhaus
- Wouter Koolmees
- Wopke Hoekstra
- Sigrid Kaag
- Fred Teeven
- Ankie Broekers-Knol
- Ralph Hamers
- Sven Kramer
- Ranomi Kromowidjojo
- Max Verstappen
- Marianne Vos
- Kiki Bertens
- Sanne Wevers
- Helmin Wiels

## Fotogalerij

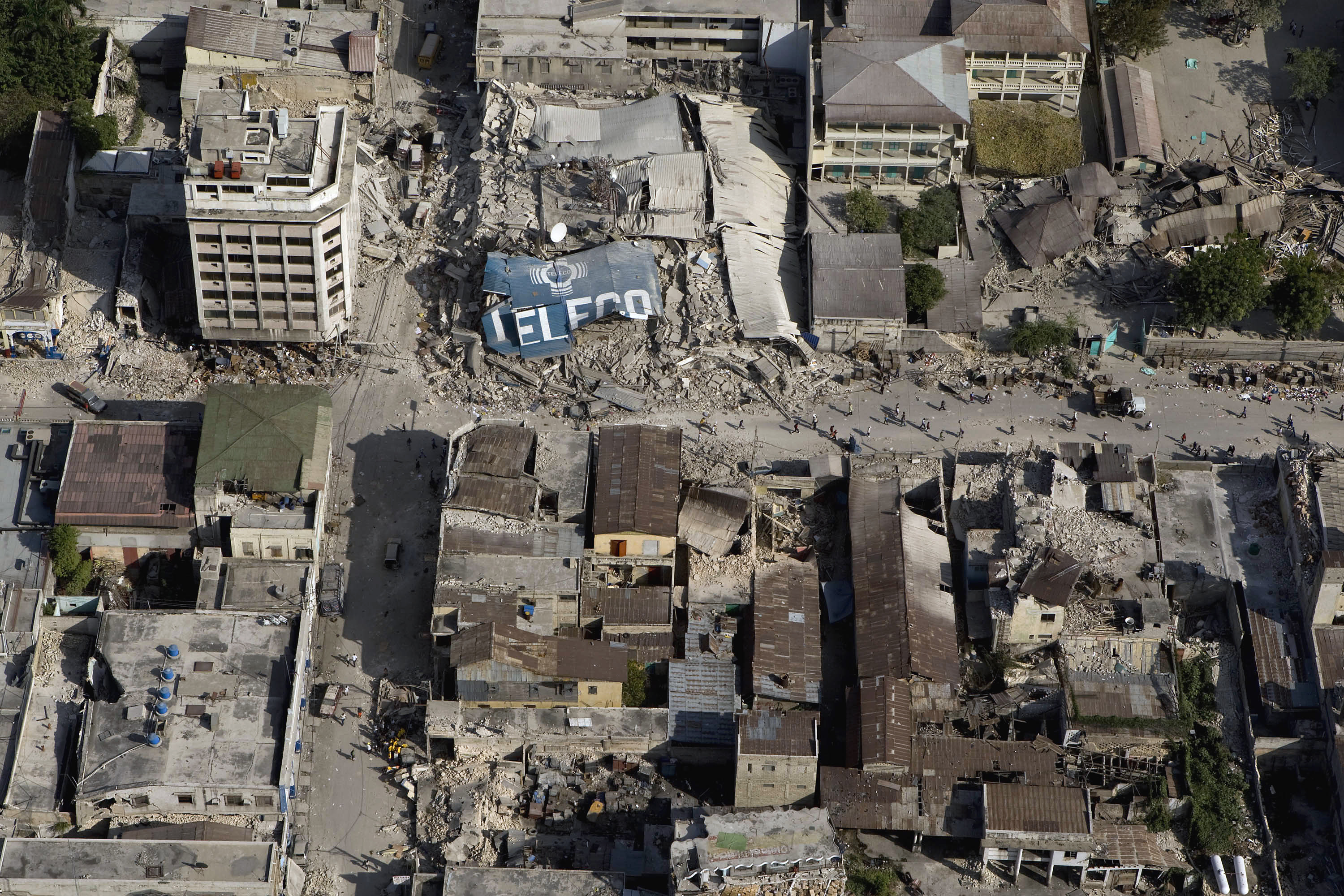
Port-au-Prince na de grote aardbeving in januari 2010
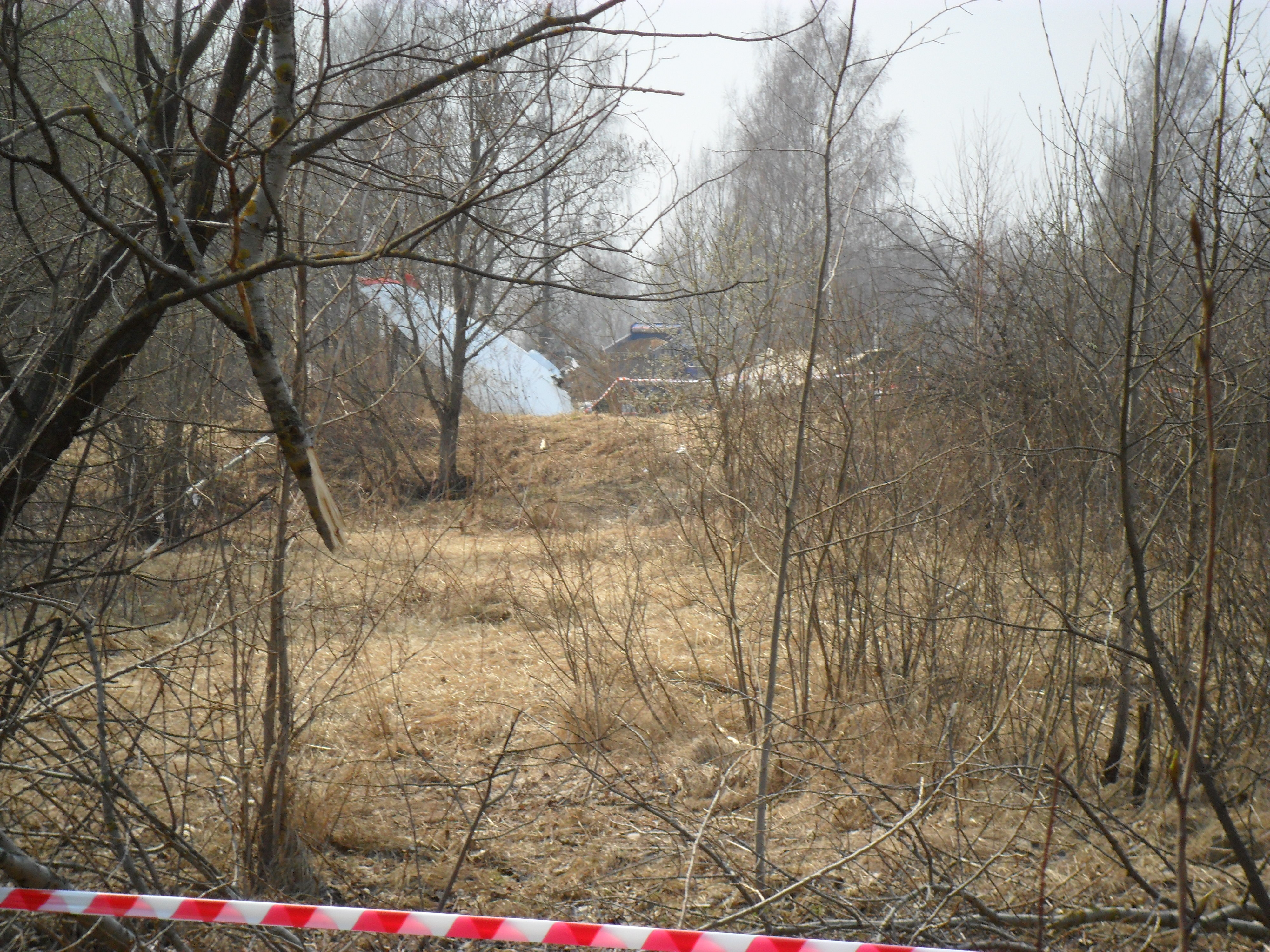
Vliegramp bij Smolensk met een Poolse Tu-154 (2010)
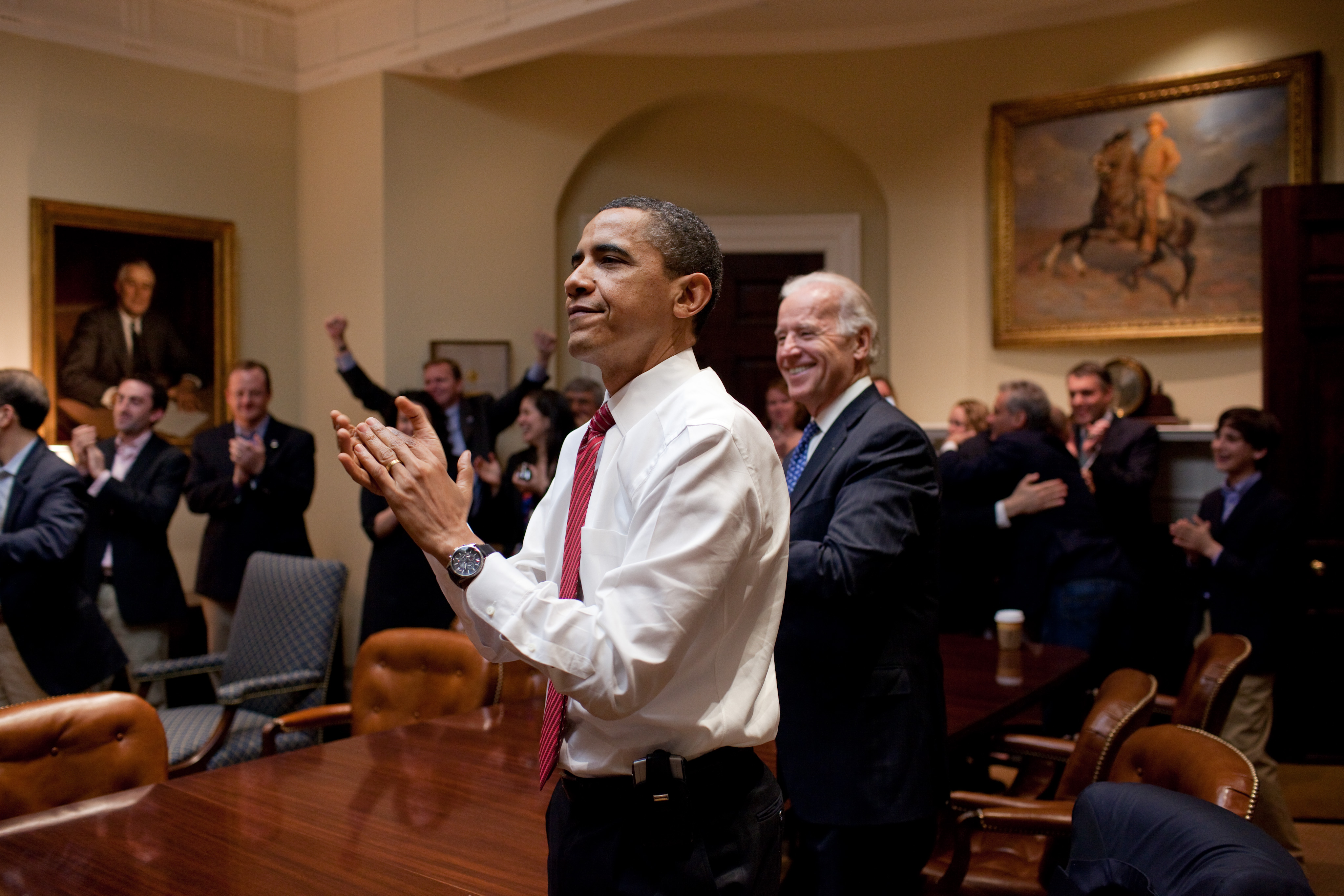
Barack Obama reageert op de goedkeuring van de Wet Gezondheidszorg (2010)
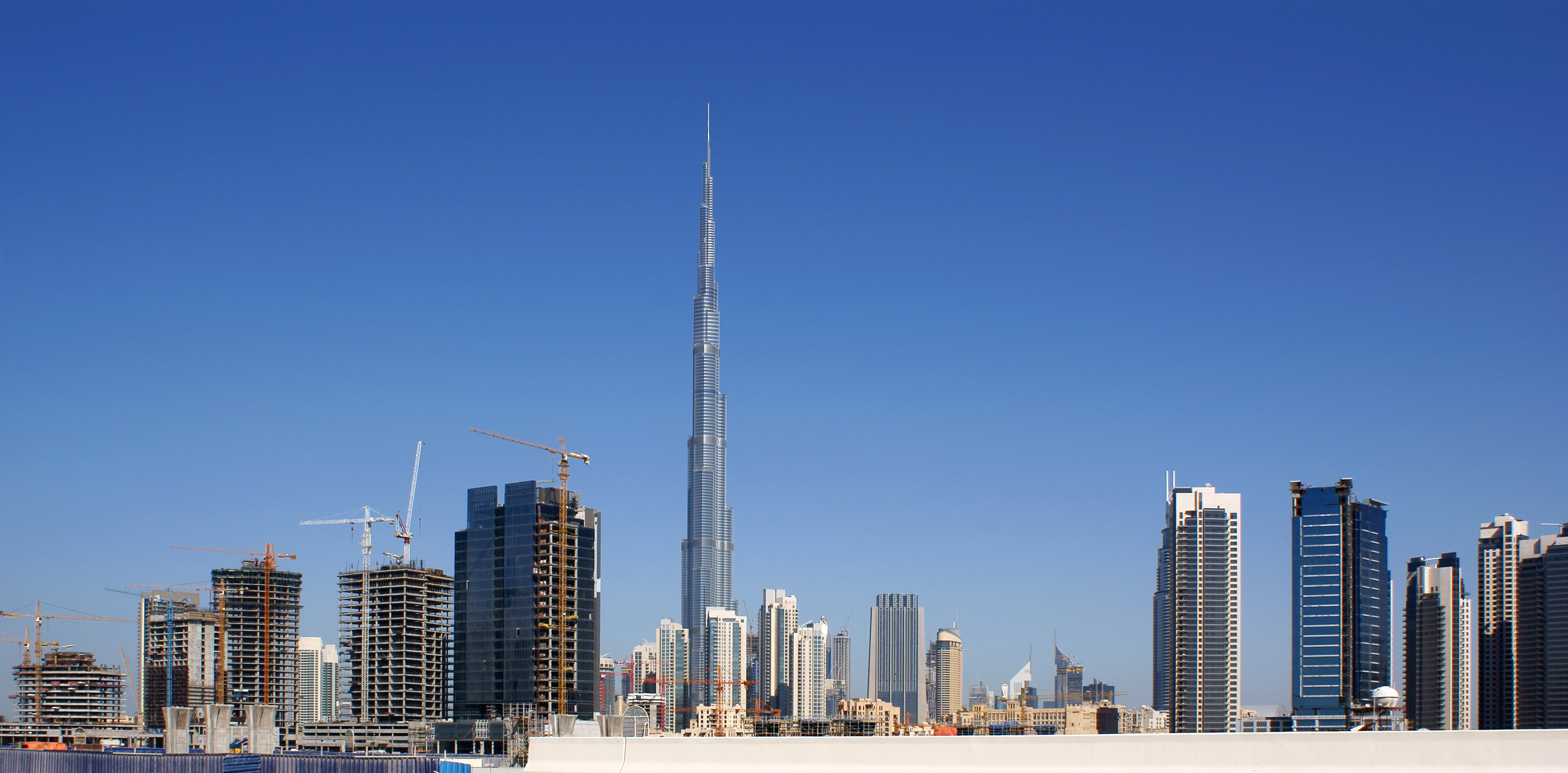
De Burj Khalifa wordt geopend op 4 januari 2010
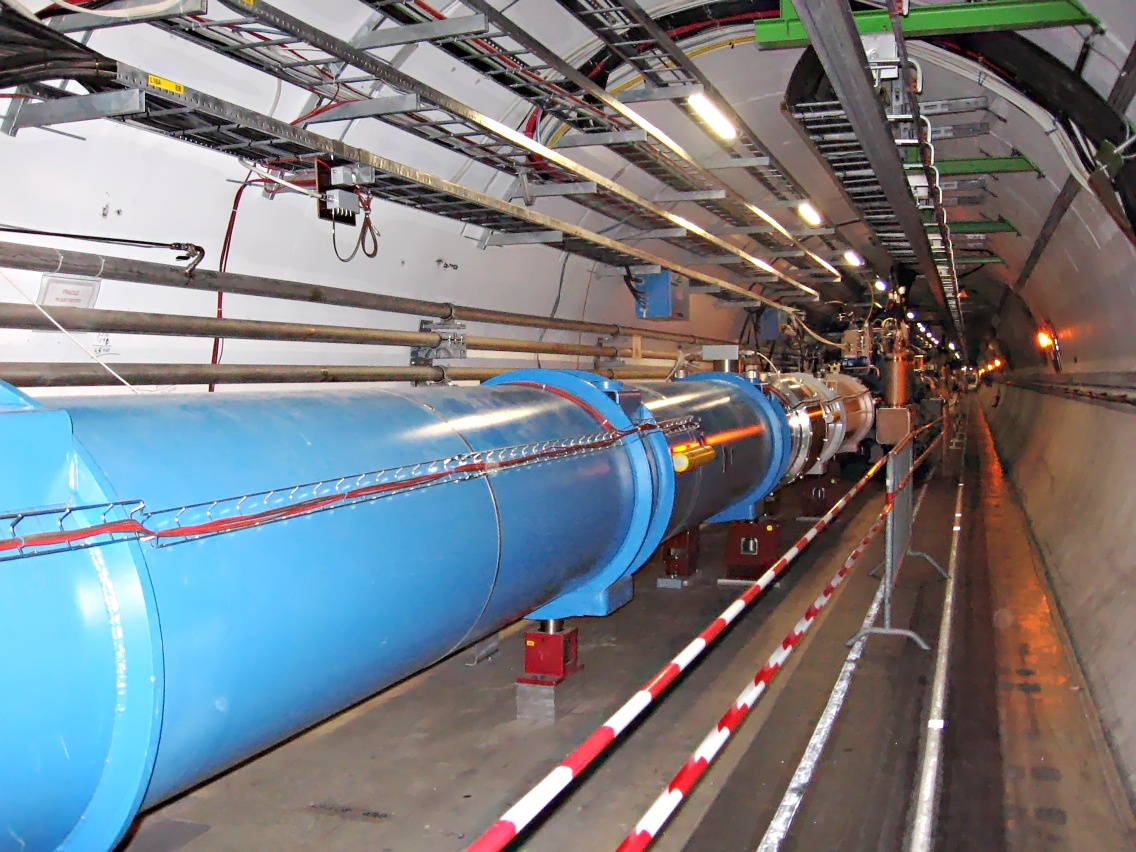
De Large Hadron Collider in het CERN
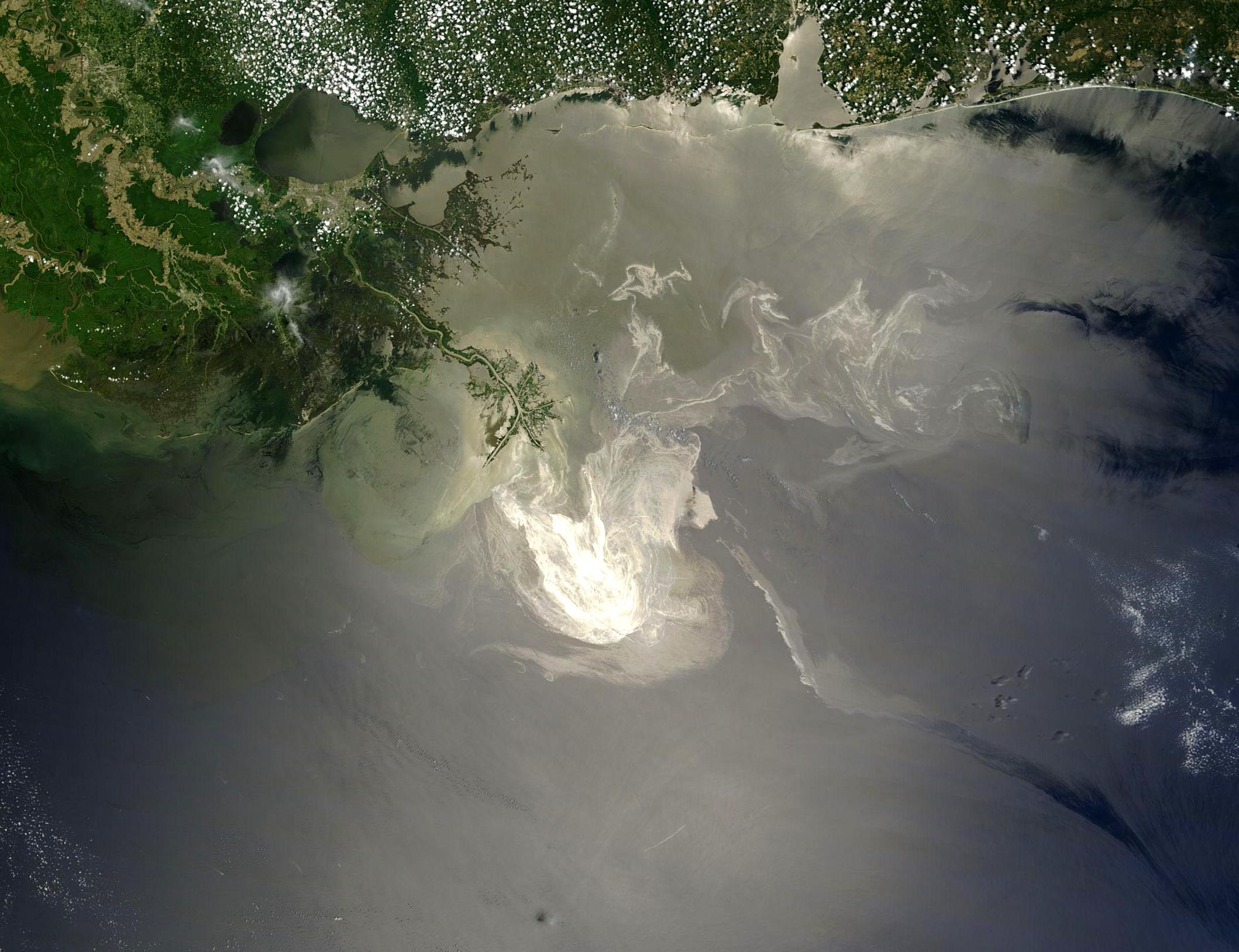
Olievlek in zee na de olieramp rond het platform Deepwater Horizon (2010)
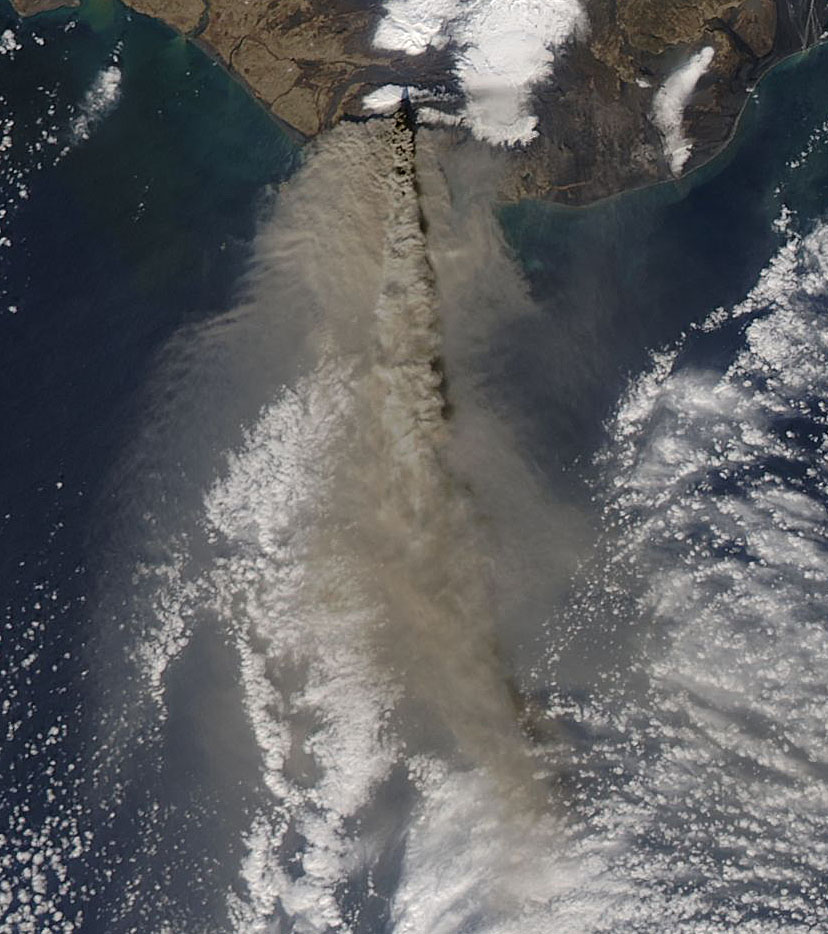
Uitbarsting van Eyjafjallajökull (2010)
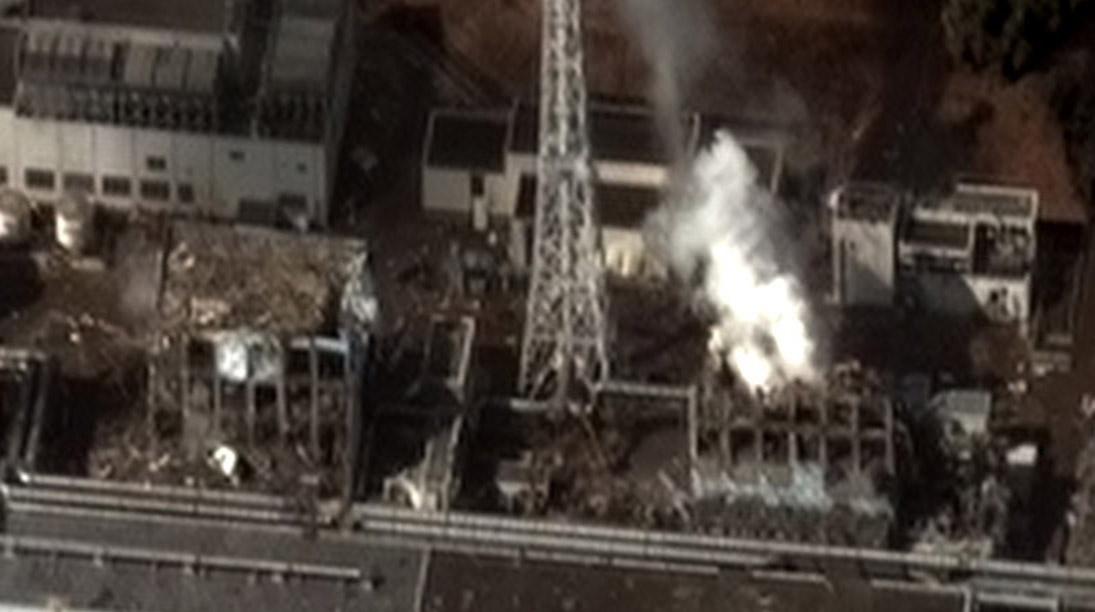
De kernramp van Fukushima (maart 2011)
Tyfoon Haiyan (2013)
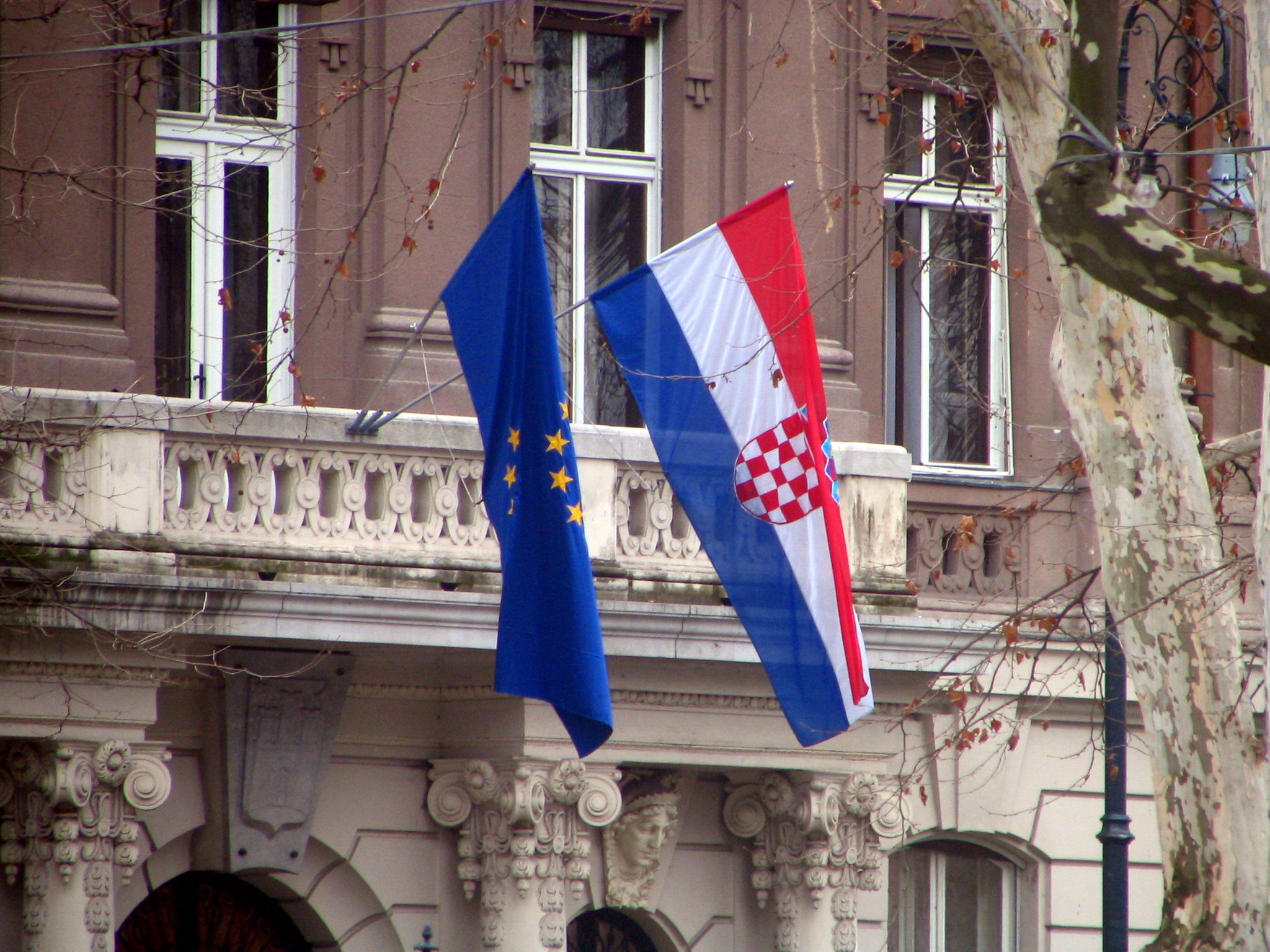
Kroatië wordt lid van de EU (2013)
- Door een raketinslag verongelukt Malaysia Airlines-vlucht 17 (2014)
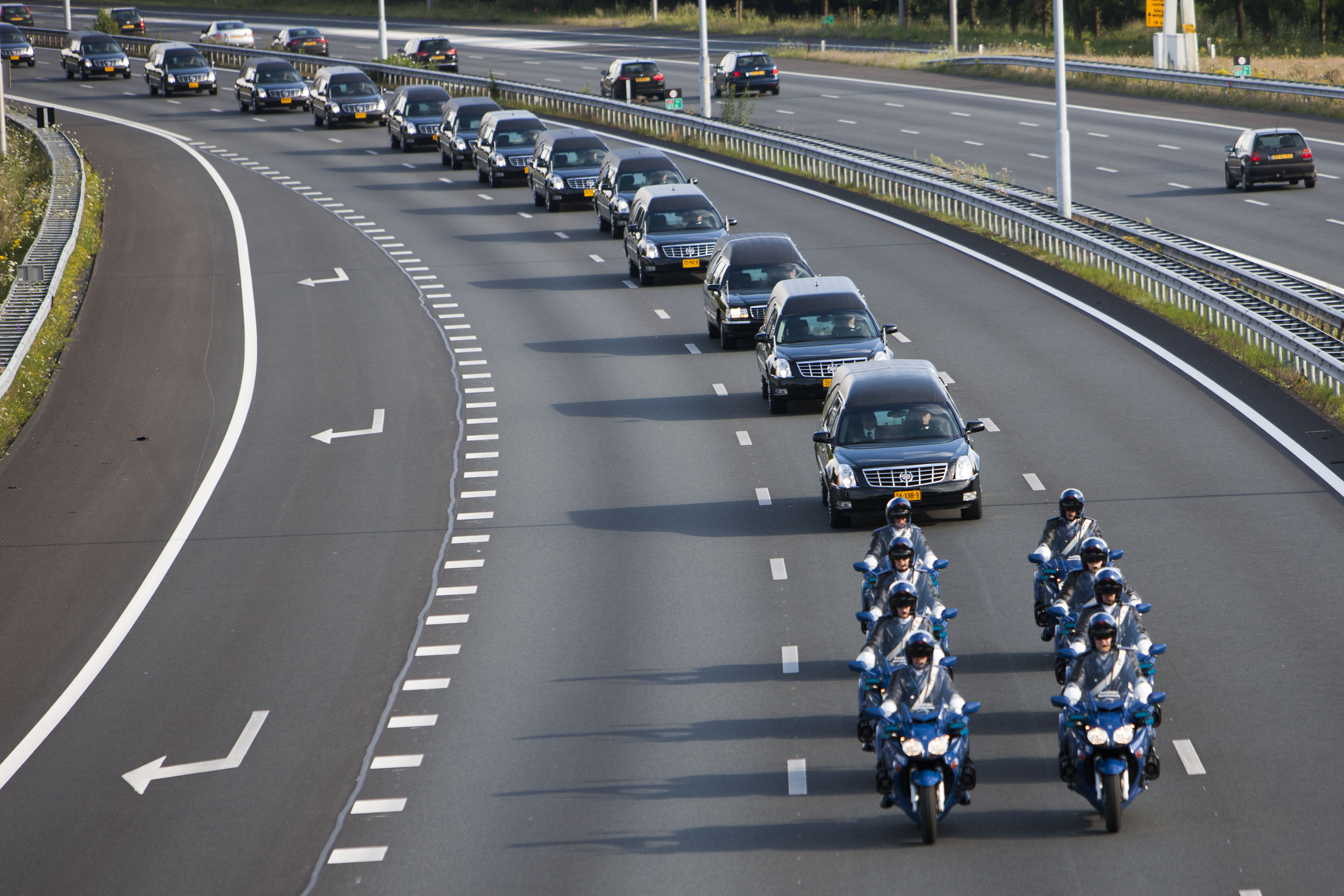
Konvooi van lijkwagens voor slachtoffers van vlucht MH-17 (2014)
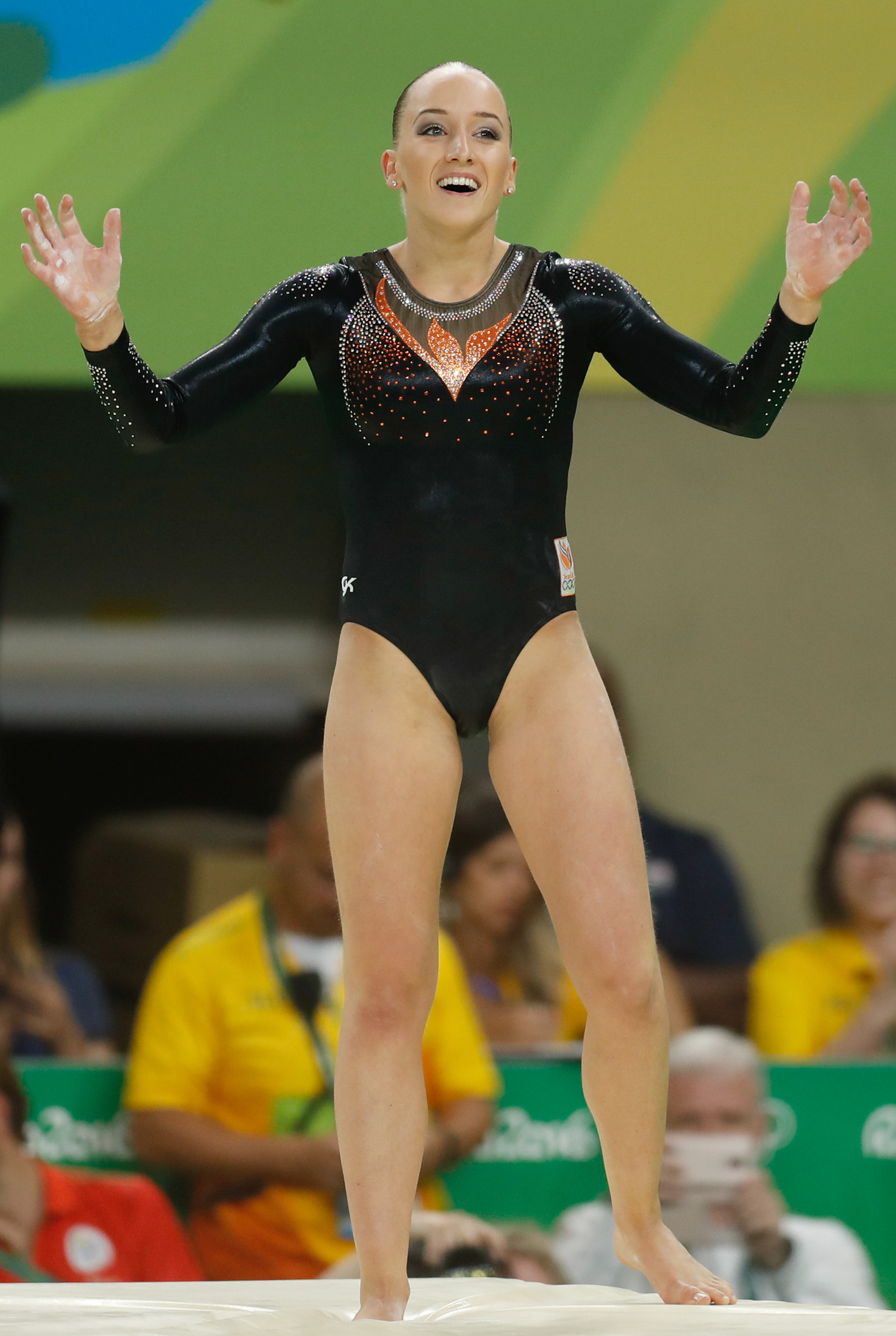
Sanne Wevers haalt goud op de Olympische Spelen (2016)
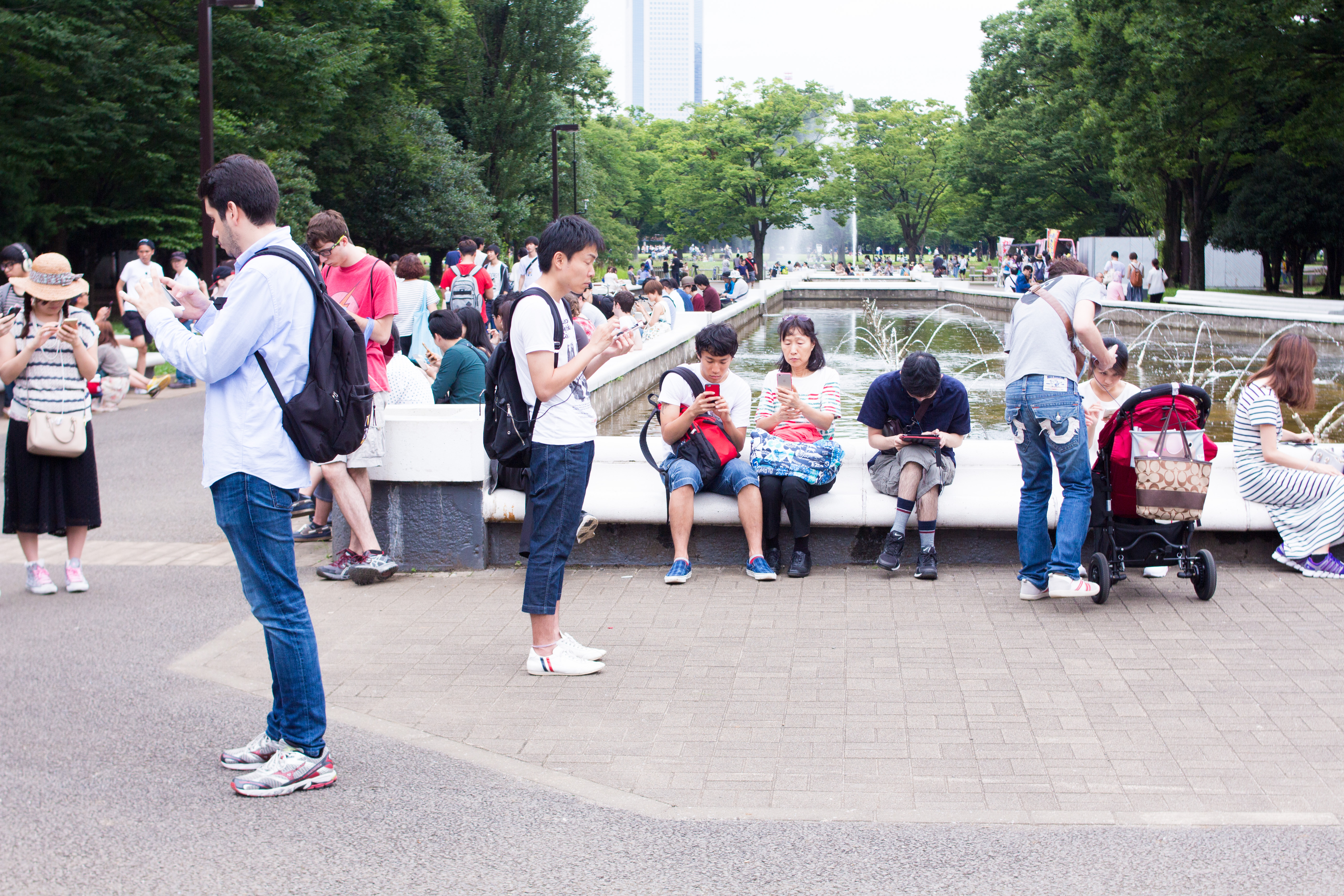
Pokémon GO-spelers in Japan (2017)
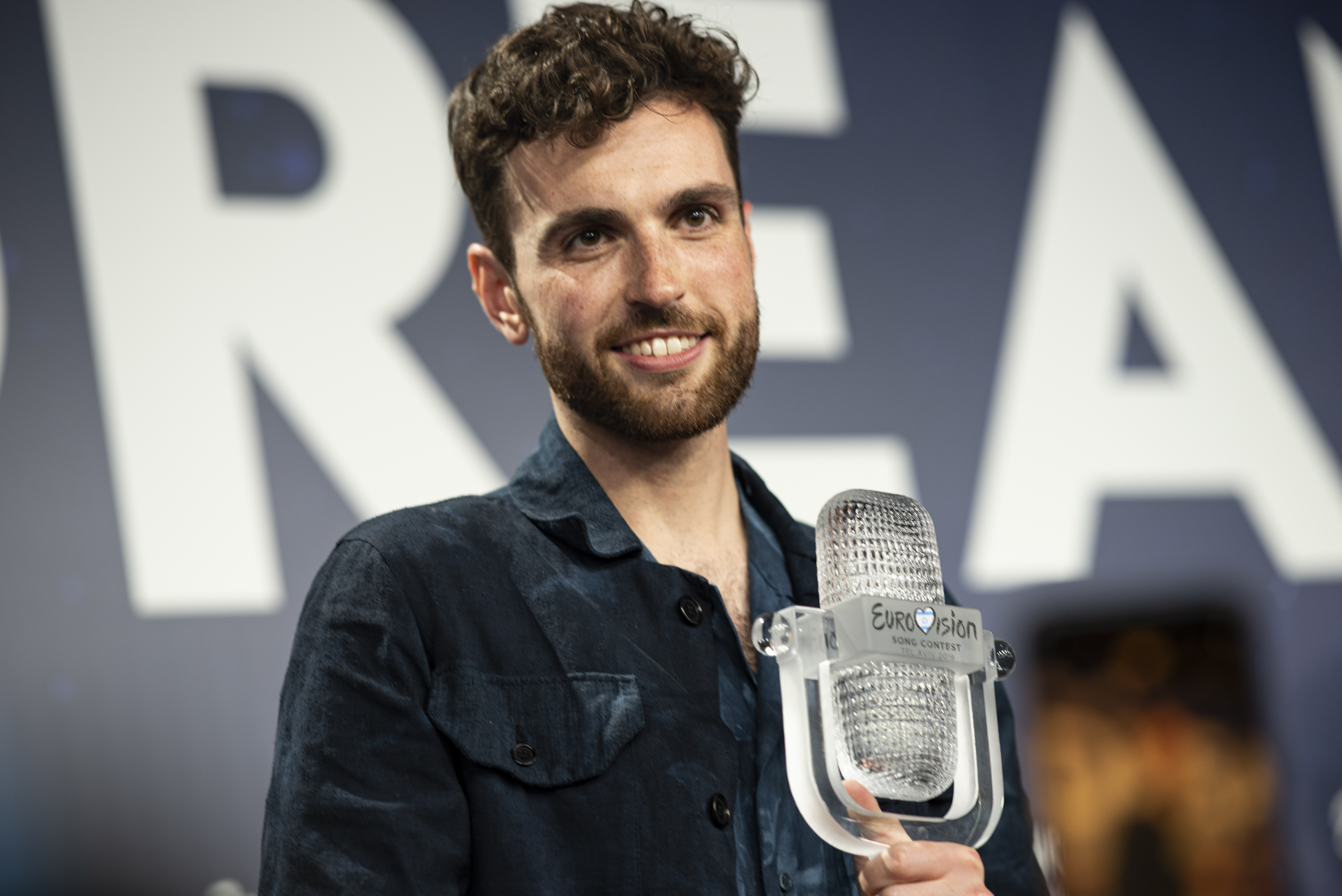
Duncan Laurence wint het Eurovisiesongfestival (2019)

1900 ·
1901 ·
1902 ·
1903 ·
1904 ·
1905 ·
1906 ·
1907 ·
1908 ·
1909 ·
1910 ·
1911 ·
1912 ·
1913 ·
1914 ·
1915 ·
1916 ·
1917 ·
1918 ·
1919 ·
1920 ·
1921 ·
1922 ·
1923 ·
1924 ·
1925 ·
1926 ·
1927 ·
1928 ·
1929 ·
1930 ·
1931 ·
1932 ·
1933 ·
1934 ·
1935 ·
1936 ·
1937 ·
1938 ·
1939 ·
1940 ·
1941 ·
1942 ·
1943 ·
1944 ·
1945 ·
1946 ·
1947 ·
1948 ·
1949 ·
1950 ·
1951 ·
1952 ·
1953 ·
1954 ·
1955 ·
1956 ·
1957 ·
1958 ·
1959 ·
1960 ·
1961 ·
1962 ·
1963 ·
1964 ·
1965 ·
1966 ·
1967 ·
1968 ·
1969 ·
1970 ·
1971 ·
1972 ·
1973 ·
1974 ·
1975 ·
1976 ·
1977 ·
1978 ·
1979 ·
1980 ·
1981 ·
1982 ·
1983 ·
1984 ·
1985 ·
1986 ·
1987 ·
1988 ·
1989 ·
1990 ·
1991 ·
1992 ·
1993 ·
1994 ·
1995 ·
1996 ·
1997 ·
1998 ·
1999 ·
2000 ·
2001 ·
2002 ·
2003 ·
2004 ·
2005 ·
2006 ·
2007 ·
2008 ·
2009 ·
2010 ·
2011 ·
2012 ·
2013 ·
2014 ·
2015 ·
2016 ·
2017 ·
2018 ·
2019 ·
2020 ·
2021 ·
2022 ·
2023 ·
2024 ·
2025
<< · 2010 · 2011 · 2012 · 2013 · 2014 · 2015 · 2016 · 2017 · 2018 · 2019 · >>
<< · 2000-2009 · 2010-2019 · 2020-2029 · 2030-2039 · 2040-2049 · 2050-2059 · 2060-2069 · 2070-2079 · 2080-2089 · 2090-2099 · >>